# 遅延・欠航便

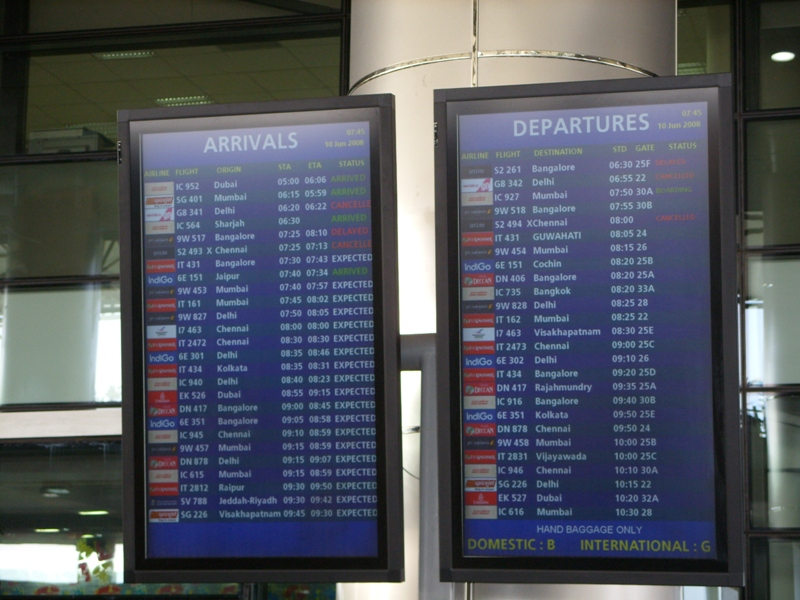
空港の発着便情報。赤字が遅延・欠航便。

遅延便（ちえんびん）とは出航ないし到着が予定より遅れている航空便。国土交通省では、定時運航とされる時間は出発予定以降15分以内、これよりも遅れた場合を遅延と定義している。連邦航空局(FAA)も15分以上の遅れを以って遅延と定義している。欠航便（けっこうびん）とは何らかの事情で運航自体が取り止めとなった便。遅延・欠航があった場合は、搭乗予定客に対し、運航会社から何らかの補償を受けられる場合がある。補償内容は、規則240、地域によっては規則218のいずれかに準じる。規則240、218には補償の範囲と詳細に関する規定がある。例として、振り替え便が翌日になってしまった場合の宿泊費、払い戻しの方法、経由地の変更、電話代、軽食代などが挙げられている。
遅延が発生した場合、FAAでは本来の発着順が早い順に遅延便に発着枠を割り振ってゆく。

## 原因
米国交通統計局では2003年より遅延の原因の統計を取っている。
一般に以下の要因で遅延・欠航が発生する。
- 機体整備の都合[4]
- 乗組員の都合[4]
- 機内清掃[4]
- 荷積みの遅れ[4]
- 給油[4]
- 悪天候(竜巻、 台風、吹雪等)[4]
- 航空会社の諸都合。USA TODAYの調査によると、航空会社の都合による遅延が最も多かった。[5]
- 混雑[5]
- 使用予定の機材が到着していないため[4]
- 保安上の都合[4]

9・11を発端とする、航空会社の財務状況悪化に伴う人員削減の影響で、遅延便の数は上昇傾向にあるという。

## 影響

### 航空会社
FAAの推計によると、米国航空会社は、遅延により年間220億ドルもの損失を被っているという。米国では、予定を3時間過ぎても駐機したままにしておくと運航会社に過料が科される(国際便の場合は4時間以上)。 

### 乗客
ひとたび遅延や欠便があると、到着後の予定を変更せざるをえなくなってしまったり、接続便を逃してしまったりと、乗客にとっても負担となり、中には我慢の限界に達して怒り出したり、航空会社に楯突く乗客もいる。
上述の過料は連邦に対して支払われるもので、搭乗客への補償には充てられない。遅延や欠航により宿泊が必要になった場合には、別途航空会社が宿泊費を負担するよう定められている。但し、悪天候など、航空会社に非がなかった場合にはその限りではない。

## 遅延便の関連法規
米国では、遅延で4時間以上離陸しなかった場合、乗客一人当たり27,500ドルの過料を連邦交通局が徴収する。
ヨーロッパでは遅延が3時間以上に及ぶ場合、欠航、搭乗拒否を受けた場合には乗客は航空会社から600ユーロまでの補償を受けられるとしている。(Regulation_261/2004を参照)

## 欠航便の関連法規
ヨーロッパでは遅延が3時間以上に及ぶ場合、欠航、搭乗拒否を受けた場合には乗客は航空会社から600ユーロまでの補償を受けられるとしている。(Regulation_261/2004を参照)

## 関連記事
- 遅刻